# Filbert Bayi
Filbert Bayi Sanka (Arusha, 23 giugno 1953) è un ex mezzofondista e siepista tanzaniano.
È stato medaglia d'argento ai Giochi olimpici di Mosca 1980 nei 3000 metri siepi, nonché medaglia d'oro ai Giochi panafricani di Lagos 1973 e di Algeri 1978 nei 1500 metri piani.

## Biografia
Bayi è nato in Tanganica, allora colonia britannica, nel 1953. Dopo essersi arruolato nell'aeronautica del proprio paese, dove prestava servizio come meccanico, esordì nelle competizioni internazionali in occasione dei Giochi panafricani di Lagos nel 1973, conquistando la medaglia d'oro nei 3000 m siepi, che confermò anche ai successivi Giochi del 1978 ad Algeri.
Ai Giochi del Commonwealth di Christchurch nel 1974, risultò vittorioso anche nella specialità dei 1500 m davanti al neozelandese John Walker e al keniota Ben Jipcho, realizzando il record mondiale con il tempo di 3'32"16, che, al 2015, è ancora record dei Giochi del Commonwealth.
Il 17 maggio 1975 a Kingston Bayi batté anche il record mondiale nella gara del miglio, con il tempo di 3'51"00, ma non poté partecipare ai Giochi olimpici di Montréal 1976 a causa del boicottaggio da parte del suo paese, la Tanzania.
Ai successivi Giochi olimpici di Mosca 1980 riuscì a conquistare la medaglia d'argento, preceduto dal polacco Bronisław Malinowski, e davanti all'etiope Erhetu Tura.
Dopo il ritiro dalla carriera sportiva, avvenuto nel 1984, si è dedicato allo sviluppo di una fondazione impegnata in attività di beneficenza che porta il suo nome.

## Palmarès
| Anno | Manifestazione          | Sede         | Evento       | Risultato | Prestazione | Note            |
| ---- | ----------------------- | ------------ | ------------ | --------- | ----------- | --------------- |
| 1972 | Giochi olimpici         | Monaco       | 1500 m piani | Batteria  | 3'45"4      |                 |
| 1972 | Giochi olimpici         | Monaco       | 3000 m siepi | Batteria  | 8'41"4      |                 |
| 1973 | Giochi panafricani      | Lagos        | 1500 m piani | Oro       | 3'37"23     |                 |
| 1974 | Giochi del Commonwealth | Christchurch | 1500 m piani | Oro       | 3'32"16     | Record mondiale |
| 1978 | Giochi panafricani      | Algeri       | 1500 m piani | Oro       | 3'36"21     |                 |
| 1978 | Giochi del Commonwealth | Edmonton     | 1500 m piani | Argento   | 3'35"59     |                 |
| 1980 | Giochi olimpici         | Mosca        | 3000 m siepi | Argento   | 8'12"48     |                 |

## Altre competizioni internazionali
1975
- Oro alla Cinque Mulini ( San Vittore Olona)

1976
- Oro alla Cinque Mulini ( San Vittore Olona)

1984
- Oro alla Peachtree Road Race ( Atlanta) - 28'35"